# Samyda yucatanensis
Samyda yucatanensis är en videväxtart som beskrevs av Paul Carpenter Standley. Samyda yucatanensis ingår i släktet Samyda och familjen videväxter. Inga underarter finns listade i Catalogue of Life.